# Бун, Пэт
Пэт Бун (англ. Pat Boone; полное имя — Чарльз Ю́джин Бун (англ. Charles Eugene Boone); род. 1 июня 1934; Джексонвилл, Флорида) — американский певец, единственный из поп-исполнителей 1950-х годов, соперничавший в США по популярности с Элвисом Пресли. Обладая бархатистым голосом и мягкой манерой пения, Пэт Бун не раз возглавлял американские поп-чарты. В числе его наиболее известных хитов — «Ain’t That a Shame» (1955), «I Almost Lost My Mind» (1956), «Don’t Forbid Me» (1957) и «April Love» (1957), каждый из которых поднимался на вершину Billboard Hot 100. В течение тридцати лет (начиная с 1957 года) 17 альбомов Буна входили в Billboard 200.

## Биография
Чарльз Юджин Патрик Бун родился в Джексонвилле, Флорида, в семье потомка Дэниела Буна, первопоселенца, одного из первых героев Америки. Школьные годы он провёл в Нэшвилле; после окончания школы женился на Ширли Фоули, дочери Реда Фоули, известного исполнителя музыки кантри. Некоторое время проучившись в ннэшвиллском колледже Дэвида Липскума (англ. David Lipscomb College), Бун перевёлся в Университет Северного Техаса. Будучи студентом, он одержал победу в музыкальном конкурсе и получил право выступить в программе новых талантов The Ted Mack Amateur Hour, после чего ещё год выступал в программе The Arthur Godfrey Show.
В 1954 году Бун впервые записал несколько композиций на студии небольшого лейбла Republic Records. Затем последовал сингл «Two Hearts, Two Kisses», выпущенный Dot Records. В конце 1955 года Бун впервые возглавил хит-парад — с собственной версией «Ain’t That a Shame», хита Фэтса Домино.
В период между 1956 и 1963 годами Бун 54 раза входил в чарты; пик его популярности пришёлся на 1957 год. В этом же году он начал вести и собственную телепрограмму на канале ABC, The Pat Boone-Chevy Showroom. Способствовали распространению популярности певца и 15 фильмов с его участием (в частности, «Bernadine» и «April Love»). Несмотря на то, что телепрограмма Буна закрылась в 1960 году, он оставался поп-звездой и год спустя возглавил списки с синглом «Moody River». К этому времени он дебютировал и на литературном поприще, написав несколько книжек для подростков в жанре «помоги себе сам» («Twixt Twelve and Twenty», «Between You, Me and the Gatepost», «The Care and Feeding of Parents»).
Лишившись поддержки молодёжной аудитории в период «британского вторжения», Бун переключился на запись кантри-мелодий и госпелов. Он продолжал записываться на Dot и регулярно выступал с концертами, в которых принимали участие его жена и четверо дочерей, способствовавшие укреплению в общественном сознании образа Буна-«семьянина».
В 1977 году самым продаваемым синглом в США стала медленная свадебная баллада его дочери Дебби Бун, «You Light Up My Life». Все эти годы Бун был заметен на телевидении, озвучивая взгляды консервативного крыла республиканской партии. В частности, он поддержал президента Буша и войну в Ираке, осудив музыкантов, выступавших против неё.
В 1997 году Бун привлёк к себе внимание прессы, выпустив шутливый альбом No More Mr. Nice Guy с кавер-версиями таких образцов хард-рока, как «Smoke on the Water» и «Stairway to Heaven». Когда же он появился на церемонии вручения American Music Awards в костюме из чёрной кожи с (нарисованными фломастером) татуировками на руках, многие поклонники его христианских записей не поняли шутки и потребовали его удаления из телепрограммы «Gospel America».

## Дискография

### Синглы (избранное)
- «Two Hearts, Two Kisses» (1955, #16)
- «Ain’t That a Shame» (1955, #1)
- «At My Front Door (Crazy Little Mama)» (1955, #7)
- «No Arms Can Ever Hold You» (1955, #26)
- «Gee Whittakers!» (1956, #19)
- «I’ll Be Home» (1956, #4)
- «Tutti Frutti» (1956, #12)
- «Just As Long As I’m With You» (1956, #76)
- «Long Tall Sally» (1956, #8)
- «I Almost Lost My Mind» (1956, #1)
- «Friendly Persuasion» (#5)
- «Chains of Love» (#20)
- «Howdy!»(1956, #14)
- «Don’t Forbid Me» (1957, #1)
- «Anastasia» (1957, #37)
- «Why Baby Why» (1957, #5)
- «I’m Waiting Just For You» (1957, #27)
- «Love Letters In The Sand» (1957, #1)
- «Bernadine» (1957, #14)
- «A Closer Walk With Thee» (1957, #13)
- «Remember You’re Mine» (1957, #6)
- «There’s a Gold Mine in the Sky» (1957, #20)
- «When The Swallows Come Back To Capistrano» (1957, #90)
- «April Love» (1957, #1)
- «Four By Pat» (1958, #5)
- A Wonderful Time Up There (1958, #4)
- It’s Too Soon To Know (1958, #11)
- Cherie, I Love You (1958, #63)
- Sugar Moon (1958, #5)
- If Dreams Came True (1958, #7)
- «With The Wind And The Rain In Your Hair» (1958, #21)
- «Good Rockin' Tonight» (1958, #49)
- «For A Penny» (1958, #23)
- «The Wang Dang Taffy-Apple Tango» (1958, #62)
- «Twixt Twelve And Twenty» (1958, #17)
- «Fools Hall Of Fame» (1959, #29)
- «Beyond The Sunset» (1959, #71)
- «(Welcome) New Lovers» (1960, #18)
- «Words» (1960, #94)
- «Walking The Floor Over You» (1960, #44)
- «Spring Rain» (1960, #50)
- «Moonglow» (1960, #26)
- «Candy Sweet» (1960, #72)
- «Delia Gone» (1960, #66)
- «Dear John» (1960, #44)
- «Alabam» (1960, #47)
- «The Exodus Song (This Land Is Mine)» (1961, #64)
- «Moody River» (1960, #1)
- «Big Cold Wind» (1960, #19)
- «Johnny Will» (1962, #35)
- «Pictures In The Fire» (1962, #77)
- «I’ll See You In My Dreams» (1062, #32)
- «Quando Quando Quando» (1962, #95)
- «Speedy Gonzales» (1962, #6)
- «Ten Lonely Guys» (1962, #45)
- «White Christmas» (1962, #116)

### Альбомы
- Pat Boone (1957, #20)
- Pat’s Great Hits (1957, #3)
- Hymns We Love(1957, #21)
- April Love (саундтрек, 1957, #12)
- Tenderly (1959, № 17)
- Moody River (1960, #29)
- White Christmas (1961, #39)
- Pat Boone Sings Guess Who (1961)
- Pat Boone’s Golden Hits (1962, #66)
- State Fair (саундтрек, 1962, #12)
- Ain’t That a Shame (1963)
- The Lord’s Prayer (And Other Great Hymns, 1964)
- Boss Beat! (1964)
- Near You (1965)
- Blest Be Thy Name (1965)
- Great Hits of 1965 (1966)
- Memories (1966)
- Wish You Were Here, Buddy (1966)
- Winners of the Reader’s Digest Poll (1966)
- Christmas Is a Comin' (1966)
- How Great Thou Art (1967)
- I Was Kaiser Bill’s Batman (1967)
- Look Ahead (1968)
- Departure (1969)
- Come Together: A Musical Experience in Love (1972)
- Songs for the Jesus Folks (1973)
- Texas Woman (1976)
- Songmaker (1981)
- In a Metal Mood: No More Mr. Nice Guy (1997)
- American Glory (2002)
- Pat Boone R&B Classics — We Are Family (2006)

## Фильмография
| Год  |     | Русское название                              | Оригинальное название              | Роль                           |
| ---- | --- | --------------------------------------------- | ---------------------------------- | ------------------------------ |
| 1957 | ф   | —                                             | Bernardine                         | Артур «Бо» Бомонт              |
| 1957 | ф   | Апрельская любовь                             | April Love                         | Ник Коновер                    |
| 1958 | ф   | Марди Гра                                     | Mardi Gras                         | Пол Ньюэлл                     |
| 1959 | ф   | Путешествие к центру Земли                    | Journey to the Center of the Earth | Алек Макьюэн                   |
| 1961 | ф   | Вся команда на палубе                         | All Hands on Deck                  | лейтенант Виктор «Вик» Дональд |
| 1962 | ф   | Ярмарка штата                                 | State Fair                         | Уэйн Фрейк                     |
| 1962 | ф   | Главная достопримечательность                 | The Main Attraction                | Эдди                           |
| 1963 | ф   | Жёлтая канарейка                              | The Yellow Canary                  | Энди Пекстон                   |
| 1964 | ф   | —                                             | Never Put It in Writing            | Стивен Коул                    |
| 1964 | ф   | —                                             | The Horror of It All               | Джек Робинсон                  |
| 1964 | ф   | До свидания, Чарли                            | Goodbye Charlie                    | Брюс Минтон III                |
| 1965 | ф   | Величайшая из когда-либо рассказанных историй | The Greatest Story Ever Told       | ангел у гроба                  |
| 1967 | ф   | Опасные похождения Полин                      | The Perils of Pauline              | Джордж Стедман                 |
| 1969 | с   | Деревенщина из Беверли-Хиллз                  | The Beverly Hillbillies            | в роли самого себя             |
| 1969 | тф  | —                                             | The Pigeon                         | Дейв Уильямс                   |
| 1969 | с   | Эта девушка                                   | That Girl                          | в роли самого себя             |
| 1970 | ф   | Крест и нож                                   | The Cross and the Switchblade      | Дэвид Уилкерсон                |
| 1971 | с   | Ночная галерея                                | Night Gallery                      | Холстон                        |
| 1973 | с   | Оуэн Маршалл, советник адвокатов              | Owen Marshall, Counselor at Law    | Тим Хартфорд                   |
| 1986 | с   | Каскадёры                                     | The Fall Guy                       | в роли самого себя             |
| 1988 | с   | Детективное агентство «Лунный свет»           | Moonlighting                       | новый Дэвид                    |
| 1993 | с   | —                                             | The Statler Brothers Show          | вокалист                       |
| 1994 | мф  | —                                             | Simon the Lamb                     | пастух                         |
| 1997 | с   | Мир Дейва                                     | Dave’s World                       | в роли самого себя             |
| 1997 | с   | —                                             | Second Noah                        | в роли самого себя             |
| 2001 | с   | Фрейзер                                       | Frasier                            | Гарт                           |
| 2002 | с   | Седьмое небо                                  | 7th Heaven                         | Кен Смит                       |
| 2010 | тф  | —                                             | The Rooneys                        | н/д                            |
| 2016 | ф   | Бог не умер 2                                 | God’s Not Dead 2                   | Уолтер Уэсли                   |
| 2016 | ф   | —                                             | Boonville Redemption               | док Вудс                       |
| 2017 | ф   | История ковбойши                              | A Cowgirl’s Story                  | дедушка                        |
| 2020 | кор | —                                             | Jimmy’s Story                      | н/д                            |